# Michel Blanc-Dumont
Michel Blanc-Dumont (Saint-Amand-Montrond, 7 marzo 1948) è un fumettista francese.
Inizia la sua carriera agli inizi degli anni settanta illustrando leggende indiane sul Jeunes Années. Esordisce nel mondo del fumetto nel 1974 quando, in collaborazione con la sceneggiatrice Laurence Harlé, crea la serie western Jonathan Cartland che verrà pubblicata originariamente sulla rivista Lucky Luke, poi su Pilote, e infine, su singoli albi sempre dall'editore Dargaud.
Nel 1990 su testi di Greg realizza la serie Colby ambientata nell'America degli anni quaranta.
Nel 1998 sostituisce Colin Wilson nella realizzazione della serie La giovinezza di Blueberry, che proseguirà, su testi di François Corteggiani, fino al 2012.
Tra il 1986 e il 2005 vengono pubblicate alcune sue opere sulla rivista per ragazzi Pif Gadget.

## Premi
- Alph-art per il miglior fumetto francese al Festival d'Angoulême del 1988 con l'albo I sopravvissuti delle ombre della serie Jonathan Cartland